# Seznam biskupů v Cahors
Seznam biskupů v Cahors zahrnuje všechny představitele cahorské diecéze založené ve 3. století.
- sv. Genulphe (3. století)
- sv. Sebaste (3. století)
- sv. Florent (kolem 380)
- sv. Alithius (kolem 425)
- sv. Anatole (kolem 450)
- Boetius (kolem 506)
- Sustratius (kolem 541)
- Maximus (kolem 549)
- sv. Maurillio (580)
- sv. Ursicinus (Urcis) (kolem 585)
- Eusèbe (625)
- sv. Rustique (629–636)
- sv. Didier (Geri nebo Dido) (636–655)
- Agarnus (nejistý) (655)
- Beto kolem (673)
- sv. Capuanus (kolem 700)
- sv. Ambroise (kolem 745)
- (neznámý jménem) (kolem 770)
- Agarn kolem (783)
- Aimat kolem (813)
- Angar (813–?)
- Étienne I. (852–?)
- Guillaume kolem (875)
- Géraud I. kolem (887)
- sv. Gausbert (892–907)
- Amblard kolem (909)
- Bernard I. (945–?)
- Frotaire I. kolem (961)
- Étienne II. (972–?)
- Frotaire II. (979–?)
- Gausbert II. de Gourdon (kolem 990)
- Bernard II. de Castelnau (1005–?)
- Dieudonné (kolem 1031)
- Bernard III. (1042–?)
- Foulques (kolem 1055)
- Bernard IV. (kolem 1068)
- Géraud II. (kolem 1077)
- Géraud III. de Cardaillac (1083–1112)
- Guillaume de Calmont (1113–1143)
- Raymond I. (nejistý) 1144
- Géraud IV. Hector (1159–1199)
- Guillaume III. (kolem 1199)
- Barthélemy (nejistý) (kolem 1207)
- Guillaume IV. de Cardaillac (1208–1235)
- Pons d'Antejac (1235–1236)
- Géraud V. Barasc (1236–1250)
- Barthélémy de Roux (1250–1273)
- Raymond de Cornil (1280–1293)
- Sicard de Montaigu (1294–1300)
- Raymond de Pauchel (1300–1312)
- Hugues Guerau (1313–1317)
- Guillaume V. de Labroue (1317–1324)
- Bertrand de de Cardaillac (1324–1367)
- Bégon de Castelnau-Calmont (1367–1388)
- François de Cardaillac (1388–1404)
- Guillaume VI. d'Arpajon (1404–1431)
- Jean du Py (1431–1434)
- Jean de Castelnau (1438–1459)
- Louis d'Albret (kardinál) (1460–1465)
- Antoine d'Alamand (1465–1474)
- Guiscard d'Aubusson (1474–1476)
- Antoine d'Alamand (podruhé) (1476–1493)
- Benoît de Jean (1494–1501)
- Antoine de Luzech (1501–1510)
- Germain de Ganay (1510–1514)
- Charles Dominique de Carretto (kardinál) (1514 )
- Louis de Caretto (1514–1524)
- Paul de Caretto (1524–1553)
- Alexandre Farnese (1554–1557)
- Pierre de Bertrand (1557–1563)
- Jean de Balaguer (1567–1576)
- Antoine Hebrard de Saint-Sulpice (1577–1600)
- Siméon-Étienne de Popian (1607–1627)
- Pierre Habert (1627–1636)
- bl. Alain de Solminihac (1636–1659)
- Nicolas Sevin (1660–1678)
- Louis-Antoine de Noailles (1679–1680)
- Henri-Guillaume Le Jay (1680–1693)
- Henri de Briqueville de La Luzerne (1693–1741)
- Bertrand-Jean Baptiste-René Du Guesclin (1741–1766)
- Joseph-Dominique de Cheylus (1766–1777)
- Louis Maria de Nicolay (1777–1791)
- Charles-Nicolas de Bécave (1791–1802) (apoštolský vikář)
  - Jean d'Anglars (1791) (ústavní biskup)
- Guillaume-Balthasar Cousin de Grainville (1802–1828)
- Paul Louis Joseph D'Hautpoul (1828–1842)
- Jean-Jacques-David Bardou (1842–1863)
- Joseph-François-Clet Peschoud (1863–1865)
- Pierre-Alfred Grimardias (1865–1896)
- Emile-Christophe Enard (1896–1906)
- Victor-Omésime-Quirin Laurans (1906–1911)
- Pierre-Célestin Cézerac (1911–1918)
- Joseph-Lucien Giray (1918–1936)
- Jean-Joseph-Aimé Moussaron (1936–1940)
- Paul Chevrier (1941–1962)
- André Bréheret (1962–1972)
- Joseph-Marie-Henri Rabine (1973–1986)
- Maurice Gaidon (1987–2004)
- Norbert José Henri Turini (2004-2014)
- Laurent Camiade (od 2015)